# Levallois Sporting Club (pallavolo femminile)
Il Levallois Sporting Club fu una società pallavolistica femminile francese, con sede a Levallois-Perret: faceva parte della società polisportiva Levallois Sporting Club.

## Storia
Il Levallois Sporting Club viene fondato nel 1983, all'interno dell'omonima società polisportiva. Nel 2019 accede al campionato cadetto francese e tre anni dopo conquista la promozione in Ligue A: partecipa quindi alla massima divisione nella stagione 2022-23, finendo per retrocedere immediatamente.
Nel 2023 viene assorbito attraverso una fusione dal Saint-Cloud Paris SF, dando vita al Levallois Paris Saint-Cloud e proseguendo solo con l'attività giovanile.